# Qualificazioni al campionato europeo dei piccoli stati maschile di pallavolo 2009
Le qualificazioni al campionato europeo dei piccoli stati maschile di pallavolo 2009 si sono svolte dal 6 al 22 giugno 2008: al torneo hanno partecipato otto squadre nazionali europee di stati con meno di un milione di abitanti e tre di queste si sono qualificate al campionato europeo dei piccoli stati 2009.

## Regolamento
Le squadre hanno disputato una fase a gironi con formula del girone all'italiana: le prime due classificate di ogni girone si sono qualificate per il campionato europeo dei piccoli stati 2009 (anche la nazionale del paese organizzatore, nonostante già qualificata, ha partecipato alle qualificazioni: nel caso in cui questa si classifichi tra le prime due del proprio girone, nessun'altra nazionale è ripescata).

## Squadre partecipanti
- Cipro
- Fær Øer
- Irlanda del Nord
- Islanda
- Lussemburgo
- Malta
- San Marino
- Scozia

## Torneo
| Girone A | Girone B         |
| -------- | ---------------- |
| Cipro    | Fær Øer          |
| Islanda  | Irlanda del Nord |
| Malta    | Lussemburgo      |
| Scozia   | San Marino       |

### Girone A

#### Risultati
| 6 maggio 2008 Cottonera Sports Complex, Cospicua Durata: 1h:14 - Spettatori: 100 | Scozia  | 0 - 3 | Cipro   | 21-25, 15-25, 16-25              |
| 6 maggio 2008 Cottonera Sports Complex, Cospicua Durata: 1h:40 - Spettatori: 300 | Islanda | 3 - 1 | Malta   | 25-17, 25-17, 24-26, 25-17       |
| 7 maggio 2008 Cottonera Sports Complex, Cospicua Durata: 2h:06 - Spettatori: 100 | Islanda | 3 - 2 | Scozia  | 25-20, 25-27, 23-25, 25-22, 15-9 |
| 7 maggio 2008 Cottonera Sports Complex, Cospicua Durata: 1h:32 - Spettatori: 300 | Cipro   | 3 - 1 | Malta   | 23-25, 25-21, 25-10, 25-17       |
| 8 maggio 2008 Cottonera Sports Complex, Cospicua Durata: 1h:15 - Spettatori: 170 | Cipro   | 3 - 0 | Islanda | 25-18, 25-23, 25-18              |
| 8 maggio 2008 Cottonera Sports Complex, Cospicua Durata: 1h:12 - Spettatori: 100 | Malta   | 0 - 3 | Scozia  | 15-25, 20-25, 17-25              |

#### Classifica
| Pos | Squadra | Pt | G | V | P | SV | SP | Ratio | PF  | PS  | Ratio |
| --- | ------- | -- | - | - | - | -- | -- | ----- | --- | --- | ----- |
| 1   | Cipro   | 6  | 3 | 3 | 0 | 9  | 1  | 9.000 | 248 | 184 | 1.348 |
| 2   | Islanda | 5  | 3 | 2 | 1 | 6  | 6  | 1.000 | 271 | 255 | 1.063 |
| 3   | Scozia  | 4  | 3 | 1 | 2 | 5  | 6  | 0.833 | 230 | 240 | 0.958 |
| 4   | Malta   | 3  | 3 | 0 | 3 | 2  | 9  | 0.222 | 202 | 272 | 0.743 |

### Girone B

#### Risultati
| 20 maggio 2008 Gymnase Coque, Lussemburgo Durata: 1h:59 - Spettatori: 50  | Fær Øer          | 2 - 3 | Irlanda del Nord | 25-19, 20-25, 23-25, 25-19, 13-15 |
| 20 maggio 2008 Gymnase Coque, Lussemburgo Durata: 1h:22 - Spettatori: 80  | Lussemburgo      | 3 - 0 | San Marino       | 25-20, 25-22, 28-26               |
| 21 maggio 2008 Gymnase Coque, Lussemburgo Durata: 1h:44 - Spettatori: 100 | Lussemburgo      | 3 - 1 | Fær Øer          | 25-15, 21-25, 25-16, 25-22        |
| 21 maggio 2008 Gymnase Coque, Lussemburgo Durata: 1h:19 - Spettatori: 50  | San Marino       | 0 - 3 | Irlanda del Nord | 16-25, 20-25, 26-28               |
| 22 maggio 2008 Gymnase Coque, Lussemburgo Durata: 2h:00 - Spettatori: ?   | Irlanda del Nord | 3 - 2 | Lussemburgo      | 16-25, 27-25, 25-20, 28-30, 15-7  |
| 22 maggio 2008 Gymnase Coque, Lussemburgo Durata: 1h:58 - Spettatori: ?   | Fær Øer          | 3 - 1 | San Marino       | 25-20, 25-21, 21-25, 28-26        |

#### Classifica
| Pos | Squadra          | Pt | G | V | P | SV | SP | Ratio | PF  | PS  | Ratio |
| --- | ---------------- | -- | - | - | - | -- | -- | ----- | --- | --- | ----- |
| 1   | Irlanda del Nord | 6  | 3 | 3 | 0 | 9  | 4  | 2.250 | 292 | 275 | 1.062 |
| 2   | Lussemburgo      | 5  | 3 | 2 | 1 | 8  | 4  | 2.000 | 281 | 257 | 1.093 |
| 3   | Fær Øer          | 4  | 3 | 1 | 2 | 6  | 7  | 0.857 | 283 | 291 | 0.973 |
| 4   | San Marino       | 3  | 3 | 0 | 3 | 1  | 9  | 0.111 | 222 | 255 | 0.871 |

## Squadre qualificate
- Cipro
- Irlanda del Nord
- Islanda